# Elena di Waldeck e Pyrmont
Elena di Waldeck e Pyrmont (Helena Frederica Augusta, poi Duchessa d'Albany; Bad Arolsen, 17 febbraio 1861 – Hinterriss, 1º settembre 1922) era la figlia di Giorgio Vittorio, principe di Waldeck e Pyrmont, e della moglie, la principessa Elena di Nassau; divenne membro della famiglia reale britannica per matrimonio.

## Famiglia natale e ascendenza
Elena nacque ad Arolsen, capitale del Principato di Waldeck, in Germania; ella era sorella di Federico, l'ultimo principe regnante di Waldeck e Pyrmont, di Maria, prima moglie di Guglielmo II di Württemberg, e di Emma, regina consorte dei Paesi Bassi, come moglie di Guglielmo III.
I nonni materni erano il duca Guglielmo di Nassau e la sua seconda moglie, la principessa Paolina di Württemberg, figlia del principe Paolo di Württemberg e di Carlotta di Sassonia-Hildburghausen.
Il principe Paolo era un figlio di Federico I di Württemberg e della moglie, la duchessa Augusta di Brunswick-Wolfenbüttel; questa era a sua volta la figlia maggiore di Carlo Guglielmo Ferdinando, duca di Brunswick-Luneburg, e della principessa Augusta di Hannover, sorella di re Giorgio III del Regno Unito.

## Matrimonio
Elena, così come le sorelle Emma e Paolina, venne considerata per divenire la seconda moglie di Guglielmo III dei Paesi Bassi; in seguito però, Elena incontrò il principe Leopoldo, duca di Albany, figlio più giovane della regina Vittoria, su incoraggiamento della sovrana, ed i due si fidanzarono nel novembre 1881. Leopoldo era un cugino di terzo grado della nonna di Elena, la principessa Paolina di Württemberg, dal momento che erano entrambi dei trisnipoti di Federico, principe del Galles; da questo ne derivava che Elena era essa stessa nella linea di successione al trono britannico, seppure in una posizione molto arretrata rispetto a quella del fidanzato. La "disparità generazionale" che intercorreva tra Leopoldo ed Elena può essere attribuita alla tarda età in cui i figli maschi di Giorgio III del Regno Unito iniziarono a generare eredi legittimi.
Il 27 aprile 1882 Leopoldo ed Elena si sposarono nella Saint George's Chapel del castello di Windsor; le damigelle d'onore della sposa furono le Lady Mary Campbell, Blanche Butler, Feodore Yorke, Florence Bootle-Wilbraham, Ermyntrude Russell, Alexandrina Vane-Tempest, Anne Lindsay and Florence Anson. Elena assunse quindi il titolo nobiliare di Sua Altezza Reale La Duchessa di Albany.
Dopo il matrimonio gli sposi stabilirono la loro residenza presso Claremont House; la coppia ebbe un breve, ma felice matrimonio, cui venne posto termine dalla morte dell'emofiliaco Leopoldo a causa di una caduta avvenuta a Cannes, in Francia, nel marzo 1884. All'epoca della morte del marito, Elena era incinta del loro secondo figlio.

### Discendenza
Elena e Leopoldo ebbero due figli:
- la principessa Alice di Albany (1883-1981), divenuta in seguito Contessa di Athlone e quindi cognata della regina Mary;
- principe Carlo, duca di Albany (1884-1954), nato quattro mesi dopo la morte del padre, era conosciuto in famiglia come Charlie, anche se il nome completo era Leopoldo Carlo Edoardo Giorgio Alberto; fu in seguito duca regnante di Sassonia-Coburgo-Gotha.

Attraverso il figlio Carlo Edoardo, Elena è la bisnonna di Carlo XVI Gustavo, attuale re di Svezia; quest'ultimo è infatti figlio della principessa Sibilla di Sassonia-Coburgo-Gotha, figlia di Carlo Edoardo.

## Personalità e ruolo sociale
Stando alle memorie della principessa Alice, sua madre, Elena, era molto intelligente e possedeva un senso del dovere estremamente forte ed amava genuinamente lavorare per il benessere altrui. La regina Vittoria, inizialmente preoccupata che essa potesse rivelarsi un'algida principessa tedesca, come erano gli stereotipi dell'epoca, sottolineò in una sua lettera alla figlia maggiore, Vittoria, regina di Prussia ed imperatrice di Germania, che era compiaciuta del fatto che Elena amasse «andare tra la gente». La Regina si trovò quindi a provare per la giovane nuora grande rispetto ed affetto, nonostante i suoi timori iniziali, sorti dopo aver sentito un resoconto della figlia Vicky, artefice dell'unione, che definiva Elena un'intellettuale e stranamente beneducata per essere una principessa.
Prima che si sposasse, il padre di Elena l'aveva nominata sovrintendente generale delle scuole del suo principato e, nel ricoprire questo ruolo, essa aveva progettato il curricolo educativo dei giovani allievi. Elena amava in particolare risolvere problemi matematici e leggere libri di filosofia e storia: durante il suo breve matrimonio, il principe Leopoldo la presentò, con orgoglio, al circolo di accademici dell'Università di Oxford con cui intratteneva rapporti di amicizia; la Duchessa di Albany mantenne in seguito queste relazioni per il resto della sua vita.
Divenuta vedova, Elena fu la fondatrice del Deptford Fund, tuttora esistente, un'organizzazione originariamente dedita alla ricerca di lavori alternativi per le donne impiegate nel pericoloso settore della macellazione del bestiame. La Duchessa di Albany fu inoltre coinvolta nell'attività caritatevoli a favore degli ospedali e alla cessazione del traffico di esseri umani. Durante la prima guerra mondiale essa coordinò il proprio operato benefico con quello delle cognate, la principessa Elena, la principessa Luisa e la principessa Beatrice, per evitare il non inusuale problema di progetti reali che venivano a trovarsi in posizioni confliggenti.

## Ultimi anni
Dopo la morte di Leopoldo, Elena ed i suoi due figli continuarono a risiedere a Claremont House; nel 1900, alla morte di Alfredo, principe ereditario di Sassonia-Coburgo-Gotha, il figlio sedicenne di Elena, Carlo Edoardo, venne designato come nuovo erede del ducato tedesco e fu separato dalla sua famiglia per portarlo a risiedere in Germania. Quando, quattordici anni dopo, scoppiò la Prima guerra mondiale, Carlo Edoardo si trovò a combattere nell'esercito tedesco e quindi venne privato dei suoi titoli nobiliari inglesi mediante un atto del parlamento del 1917. Sua sorella Alice rimase invece in Inghilterra e contrasse un matrimonio che la rese cognata della consorte di Giorgio V, la regina Mary, nata principessa di Teck.
La principessa Elena morì il 1º settembre 1922 a causa di un infarto, ad Hinterriss, nel Tirolo, mentre si trovava in visita presso il figlio.

## Titoli nobiliari e onorificenze

Il monogramma personale della principessa Elena, duchessa di Albany.

### Titoli
- 17 febbraio 1861 – 27 aprile 1882: Sua Altezza Serenissima la Principessa Elena di Waldeck e Pyrmont.
- 27 aprile 1882 – 28 marzo 1884: Sua Altezza Reale la Duchessa di Albany.
- 28 marzo 1884 - 1º settembre 1922: Sua Altezza Reale la Duchessa Vedova di Albany.

## Ascendenza
|                                         |                                       |                                                 | Genitori                                            |  |  | Nonni |  |  | Bisnonni                       |  |  | Trisnonni                                   |  |
|                                         |                                       |                                                 |                                                     |  |  |       |  |  | Giorgio I di Waldeck e Pyrmont |  |  | Carlo Augusto Federico di Waldeck e Pyrmont |  |
|                                         |                                       |                                                 |                                                     |  |  |       |  |  | Giorgio I di Waldeck e Pyrmont |  |  | Carlo Augusto Federico di Waldeck e Pyrmont |  |
|                                         |                                       | Cristiana Enrichetta del Palatinato-Zweibrücken |                                                     |  |  |       |  |  | Giorgio I di Waldeck e Pyrmont |  |  |                                             |  |
| Giorgio II di Waldeck e Pyrmont         |                                       |                                                 |                                                     |  |  |       |  |  | Giorgio I di Waldeck e Pyrmont |  |  |                                             |  |
|                                         |                                       | Augusta di Schwarzburg-Sondershausen            | Augusto II di Schwarzburg-Sondershausen             |  |  |       |  |  |                                |  |  |                                             |  |
|                                         |                                       | Augusta di Schwarzburg-Sondershausen            | Augusto II di Schwarzburg-Sondershausen             |  |  |       |  |  |                                |  |  |                                             |  |
|                                         |                                       | Augusta di Schwarzburg-Sondershausen            | Cristina di Anhalt-Bernburg                         |  |  |       |  |  |                                |  |  |                                             |  |
| Giorgio Vittorio di Waldeck e Pyrmont   |                                       | Augusta di Schwarzburg-Sondershausen            |                                                     |  |  |       |  |  |                                |  |  |                                             |  |
|                                         |                                       | Vittorio II di Anhalt-Bernburg-Schaumburg-Hoym  | Carlo di Anhalt-Bernburg-Schaumburg-Hoym            |  |  |       |  |  |                                |  |  |                                             |  |
|                                         |                                       | Vittorio II di Anhalt-Bernburg-Schaumburg-Hoym  | Carlo di Anhalt-Bernburg-Schaumburg-Hoym            |  |  |       |  |  |                                |  |  |                                             |  |
|                                         |                                       | Vittorio II di Anhalt-Bernburg-Schaumburg-Hoym  | Eleonora di Solms-Braunfels                         |  |  |       |  |  |                                |  |  |                                             |  |
| Emma di Anhalt-Bernburg-Schaumburg-Hoym |                                       | Vittorio II di Anhalt-Bernburg-Schaumburg-Hoym  |                                                     |  |  |       |  |  |                                |  |  |                                             |  |
|                                         |                                       | Amalia di Nassau-Weilburg                       | Carlo Cristiano di Nassau-Weilburg                  |  |  |       |  |  |                                |  |  |                                             |  |
|                                         |                                       | Amalia di Nassau-Weilburg                       | Carlo Cristiano di Nassau-Weilburg                  |  |  |       |  |  |                                |  |  |                                             |  |
|                                         |                                       | Amalia di Nassau-Weilburg                       | Carolina d'Orange-Nassau                            |  |  |       |  |  |                                |  |  |                                             |  |
| Elena di Waldeck e Pyrmont              |                                       | Amalia di Nassau-Weilburg                       |                                                     |  |  |       |  |  |                                |  |  |                                             |  |
|                                         | Federico Guglielmo di Nassau-Weilburg | Carlo Cristiano di Nassau-Weilburg              |                                                     |  |  |       |  |  |                                |  |  |                                             |  |
|                                         | Federico Guglielmo di Nassau-Weilburg | Carlo Cristiano di Nassau-Weilburg              |                                                     |  |  |       |  |  |                                |  |  |                                             |  |
|                                         | Federico Guglielmo di Nassau-Weilburg | Carolina d'Orange-Nassau                        |                                                     |  |  |       |  |  |                                |  |  |                                             |  |
| Guglielmo di Nassau                     | Federico Guglielmo di Nassau-Weilburg |                                                 |                                                     |  |  |       |  |  |                                |  |  |                                             |  |
|                                         |                                       | Luisa Isabella di Kirchberg                     | Guglielmo Giorgio di Kirchberg, conte di Hachenburg |  |  |       |  |  |                                |  |  |                                             |  |
|                                         |                                       | Luisa Isabella di Kirchberg                     | Guglielmo Giorgio di Kirchberg, conte di Hachenburg |  |  |       |  |  |                                |  |  |                                             |  |
|                                         |                                       | Luisa Isabella di Kirchberg                     | Isabella Augusta di Reuss-Greiz                     |  |  |       |  |  |                                |  |  |                                             |  |
| Elena di Nassau                         |                                       | Luisa Isabella di Kirchberg                     |                                                     |  |  |       |  |  |                                |  |  |                                             |  |
|                                         |                                       | Paolo Federico di Württemberg                   | Federico I di Württemberg                           |  |  |       |  |  |                                |  |  |                                             |  |
|                                         |                                       | Paolo Federico di Württemberg                   | Federico I di Württemberg                           |  |  |       |  |  |                                |  |  |                                             |  |
|                                         |                                       | Paolo Federico di Württemberg                   | Augusta di Brunswick-Wolfenbüttel                   |  |  |       |  |  |                                |  |  |                                             |  |
| Paolina di Württemberg                  |                                       | Paolo Federico di Württemberg                   |                                                     |  |  |       |  |  |                                |  |  |                                             |  |
|                                         |                                       | Carlotta di Sassonia-Hildburghausen             | Federico di Sassonia-Altenburg                      |  |  |       |  |  |                                |  |  |                                             |  |
|                                         |                                       | Carlotta di Sassonia-Hildburghausen             | Federico di Sassonia-Altenburg                      |  |  |       |  |  |                                |  |  |                                             |  |
|                                         |                                       | Carlotta di Sassonia-Hildburghausen             | Carlotta di Meclemburgo-Strelitz                    |  |  |       |  |  |                                |  |  |                                             |  |
|                                         |                                       | Carlotta di Sassonia-Hildburghausen             |                                                     |  |  |       |  |  |                                |  |  |                                             |  |